# 維羅比
50°34′31″N 28°1′41″E / 50.57528°N 28.02806°E
維羅比（烏克蘭語：Вироби），是烏克蘭北部的村莊，隸屬日托米爾州的茲維亞赫爾區。該村始建於1865年，面積0.52平方公里，海拔高度223米，2001年人口80。